# I Got a Woman
Pour les articles homonymes, voir Woman.
Singles de Ray Charles
This Little Girl of Mine
Clip vidéo
[vidéo] « Ray Charles - I got a woman », sur YouTube
I Got a Woman ou initialement I've Got a Woman (littéralement « j'ai une femme », en anglais) est une chanson d'amour rhythm and blues-soul, coécrite par Ray Charles et Renald Richard. Elle est enregistrée pour la première fois par Ray Charles en single, en décembre 1954, chez Atlantic Records, et incluse sur son 1er album Ray Charles de 1957. Un des premiers et plus importants succès de sa carrière, reprise par de nombreux interprètes, dont Elvis Presley pour son 1er album Elvis Presley en 1956, ou The Beatles en 1963.
En 1990, elle reçoit le Grammy Hall of Fame Award. Elle est également sélectionnée par le Rock and Roll Hall of Fame, en 1995, comme l'une des « 500 chansons qui ont façonné le rock 'n' roll ».
Elle est classée en 239e position des « 500 plus grandes chansons de tous les temps » du magazine Rolling Stone en 2010, et intronisée « enregistrement classique du blues » du Blues Hall of Fame de la Blues Foundation en 2019.

## Historique
Au début de sa carrière, durant l'été 1954, alors qu'il est en tournée aux États-Unis avec son big band jazz, Ray Charles entend le titre de musique religieuse gospel de 1954 It Must Be Jesus (ça doit être Jésus) des The Southern Tones, sur l'autoradio de son bus. Il reprend et arrange alors ce titre (avec son chef d'orchestre-trompettiste Renald Richard) en chanson d'amour sur un rythme frénétique de big band jazz-gospel-rhythm and blues, considéré comme un des premiers titres de musique soul (musique de l'âme) de l'histoire de la musique, dont Ray Charles est un des fondateurs avec entre autres What'd I Say de 1959...  « J'ai une femme, de l'autre côté de la ville, c'est bon pour moi, elle est là pour m'aimer de jour comme de nuit, jamais ne ronchonne ou ne fait d'histoires, elle me traite toujours bien, Oh elle est ma chérie dorénavant ne comprenez-vous pas, Ouais et je suis son homme amoureux, ne savez-vous pas qu'elle est bien, Whoa yeah oh yeah... ». Ray Charles cite « La musique religieuse était au cœur de ma vie » et épouse sa seconde épouse choriste Della Robinson en 1955.
Il l'enregistre le 18 novembre 1954, avec ses deux producteurs Ahmet Ertegün et Jerry Wexler d'Atlantic Records, dans les studios de la radio WGKA (en) d'Atlanta en Géorgie,, d'où il est originaire. Ce titre devient rapidement un des premiers tubes et succès international fulgurant de sa carrière (avec entre autres Mess Around de 1953) n°1 du classement rhythm and blues Billboard Hot R&B/Hip-Hop Songs en janvier 1955..., qui lance sa longue carrière internationale sous le surnom de « The Genius » (le génie)...

## Reprises
Ce tube international est repris par de nombreux interprètes, dont :

### Les Beatles
Pistes inédites de Live at the BBC
Too Much Monkey Business
I Got a Woman a été enregistrée à deux reprises par les Beatles lors de leurs passages dans les studios de la BBC. Le 16 juillet 1963, dans le studio « Paris » (en) à Londres, le groupe enregistre deux séries de six chansons pour les huitième et neuvième épisodes de leur émission radio Pop Go the Beatles (en). Cette chanson fait partie de la seconde séance de la journée, à être mise en onde le 13 août. Elle est maintenant incluse sur leur album Live at the BBC publié en 1994. 
Une seconde prestation est enregistrée le 31 mars 1964, toujours à Londres mais cette fois au Playhouse Theatre, pour l'émission Saturday Club (en) du 4 avril 1964. Cette version, qui a un rythme un peu plus rapide que l'autre enregistrement, est disponible sur la compilation On Air - Live At The BBC Volume 2 publiée en 2013.
Membres du groupe :
- John Lennon – chant, guitare rythmique
- Paul McCartney – basse
- George Harrison – guitare solo
- Ringo Starr –  batterie

### Quelques autres reprises
- 1956 : Elvis Presley, pour son 1er album Elvis Presley, vendu à plus d'un million d'exemplaires.
- 1958 : Buddy Holly, avec la chanson Early in the Morning [réf. nécessaire]
- Roy Orbison
- 1962 : Johnny Hallyday, dans Sings America's Rockin' Hits
- 1963 : Bill Haley, album Bill Haley and His Comets[19]
- 1965 : Nino Ferrer, I Got a Woman[20]
- 1966 : Them, album Them Again
- Stevie Wonder
- 1968 : Johnny Cash, live At Folsom Prison
- 1970 : Al Kooper, album I Stand Alone
- Toots and the Maytals, Light your Light
- John Scofield
- John Mayer
- Snooks Eaglin
- 1985 : Dire Straits, fait référence à I Got a Woman dans la chanson Walk of Life de l'album Brothers in Arms.
- 2004 : Kanye West, chanson Gold Digger de l'album Late Registration
- 2006 : Martin Solveig, album So Far

## Au cinéma
- 2005 : Ray, de Taylor Hackford, film biographique, avec Jamie Foxx (Oscar du meilleur acteur 2005 pour son rôle de Ray Charles)[13].